# Coloptychon rhombifer
Coloptychon rhombifer là một loài thằn lằn trong họ Anguidae. Loài này được Peters mô tả khoa học đầu tiên năm 1876.